# 골드칼라
골드칼라(영어: Gold-collar)란 정보와 지식으로 높은 생산성을 창출하는 고도의 전문직 종사자를 이르는 말이다.
1985년 카네기멜론 대학의 로버트 켈리 교수가 '골드칼라 노동자'라는 책에서 이 말을 처음 사용하였고, 학문적인 정의가 완전히 내려진 것은 아니나 능력위주의 창의적인 일로 부가가치를 낳는 인재를 뜻하는 말로 21세기 주도계층을 상징하는 말로 자리잡았다. 골드칼라는 주로 첨단기술, 서비스, 광고, 정보통신 등의 창조력과 정보를 이용하는 사업에서 능력을 발휘하고 있다. 단순 육체 노동자를 뜻하는 블루칼라(blue-collar worker)와 정신노동자를 뜻하는 화이트칼라(white-collar worker)와 비교되는 말로, 육체적인 노동력이나 학력과 경력, 자격증과는 상관없이 아이디어가 골드칼라의 무기이다. 아이디어를 넘어서 넓게는 자신들이 좋아하는, 자신만이 할 수 있는 일을 하는 사람들이기 때문에 자발성이 있어 더욱 그 분야에서 주도자가 될 가능성이 많다. 골드칼라가 되기 위해서는 자기관리, 폭넓은 시각과 전망, 네트워크 활용, 팀워크, 설득력 등이 필요하다.
최근 들어 급부상하고 있는 정보통신, 금융, 광고, 서비스, 첨단기술 분야 등의 신직업인들이 바로 골드칼라에 해당된다고 할 수 있다. 국내에서는 컴퓨터 프로그래머, 그래픽 디자이너와 만화가, 신상품 개발의 주역 등이 골드칼라에 해당되며, 대표적 인물로는 마이크로소프트사의 빌 게이츠와 영화감독 스티븐 스필버그를 들 수 있다.

## 같이 보기
- 화이트칼라
- 블루칼라
- 그레이칼라